# Michal Pro
Blahoslavený Michal Pro, Miguel Pro, celým jménem Miguel Augustin Pro-Juaréz (13. ledna 1891, Zacatecas – 23. listopadu 1927, Ciudad de México) byl jezuitský kněz a mučedník.

## Život a smrt

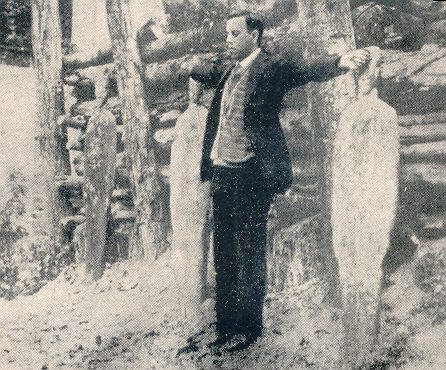
Poprava Miguela Pro

Za velkého pronásledování katolické církve v Mexiku ve 20. letech 20. století působil navzdory státním zákazům a vlastní nemoci v podzemní církvi jako kněz. Na konci roku 1927 jej mexická policie zatkla, křivě jej obvinila ze spoluúčasti na atentátu na generála Obregóna a bez soudu urychleně popravila.